# Riebiņi
Riebiņi (letton : Riebiņi, Latgalian : Ribiniški, Yiddish : Ribinishok) est un village du Novads de Riebiņi en Lettonie. En 2015, sa population est de 850 habitants.

## Histoire
Avant la Seconde Guerre mondiale, le village est un shtetl, la plupart de ses habitants sont juifs. Lors du recensement de 1897, 533 juifs habitent sur place, ils représentent 91 % de la population totale. Au début du XXe siècle, nombreux émigrent pour les États-Unis et la Palestine mandataire, la communauté juive représente 68 % de la population totale en 1935.
Fin août 1941, des miliciens lettons (les Aizsargi) arrêtent les juifs et les enferment dans les synagogues. Ils sont ensuite assassinés lors d'une exécution de masse perpétrée dans la forêt voisine sous le regard de quelques soldats allemands.

## Galerie

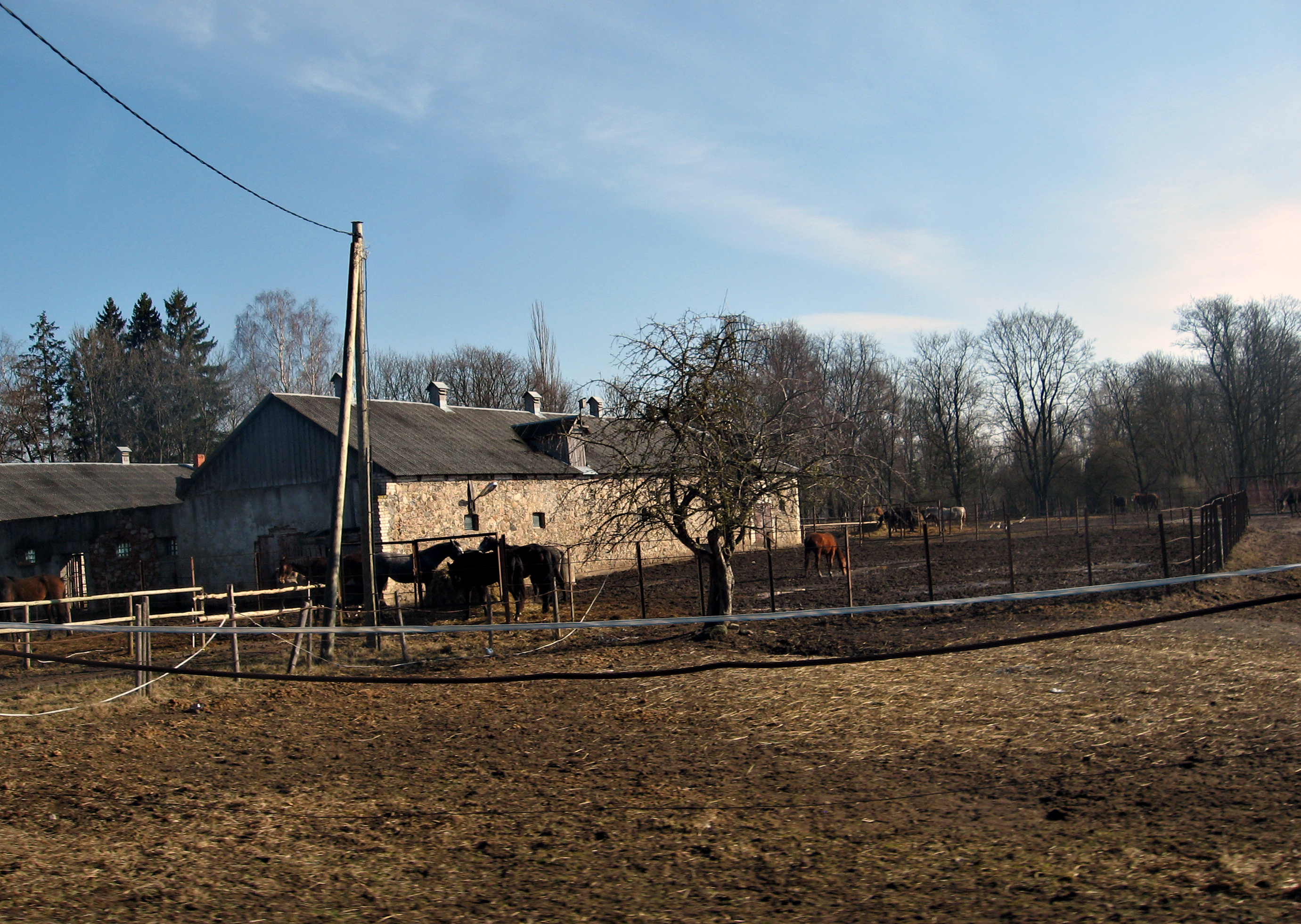
Écurie à Riebiņi.
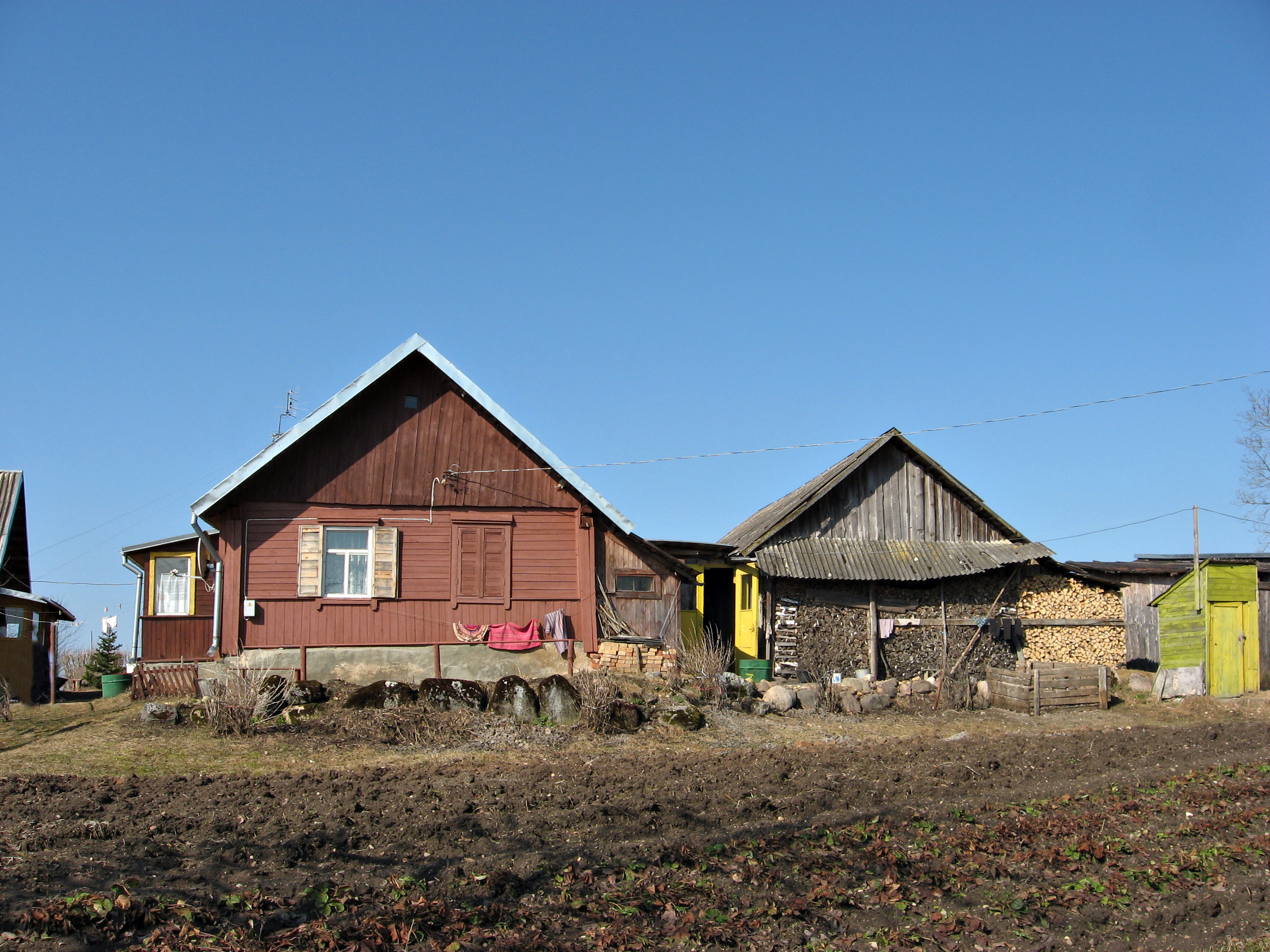
Maisons à Riebiņi.
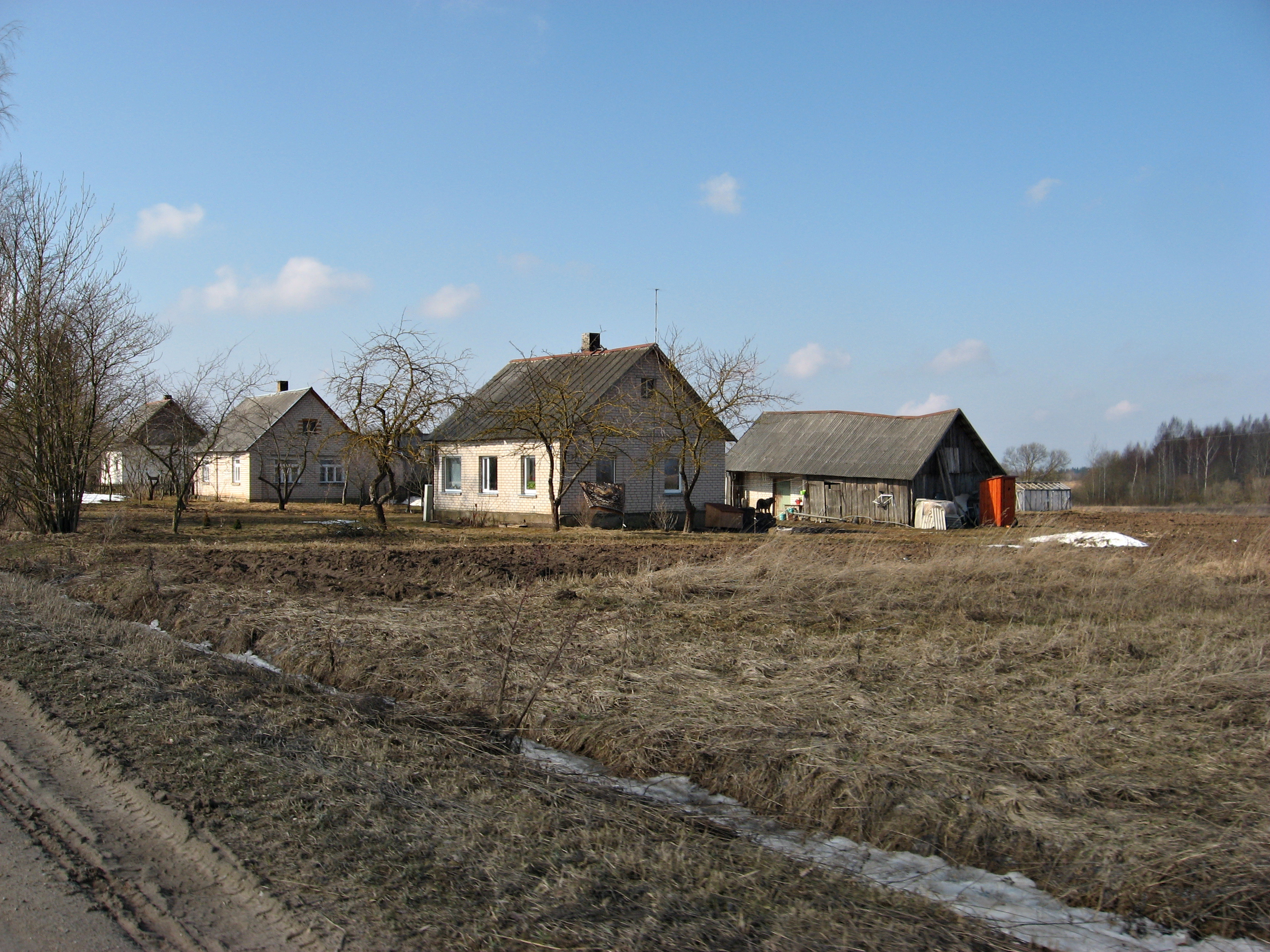
Maisons à Riebiņi.
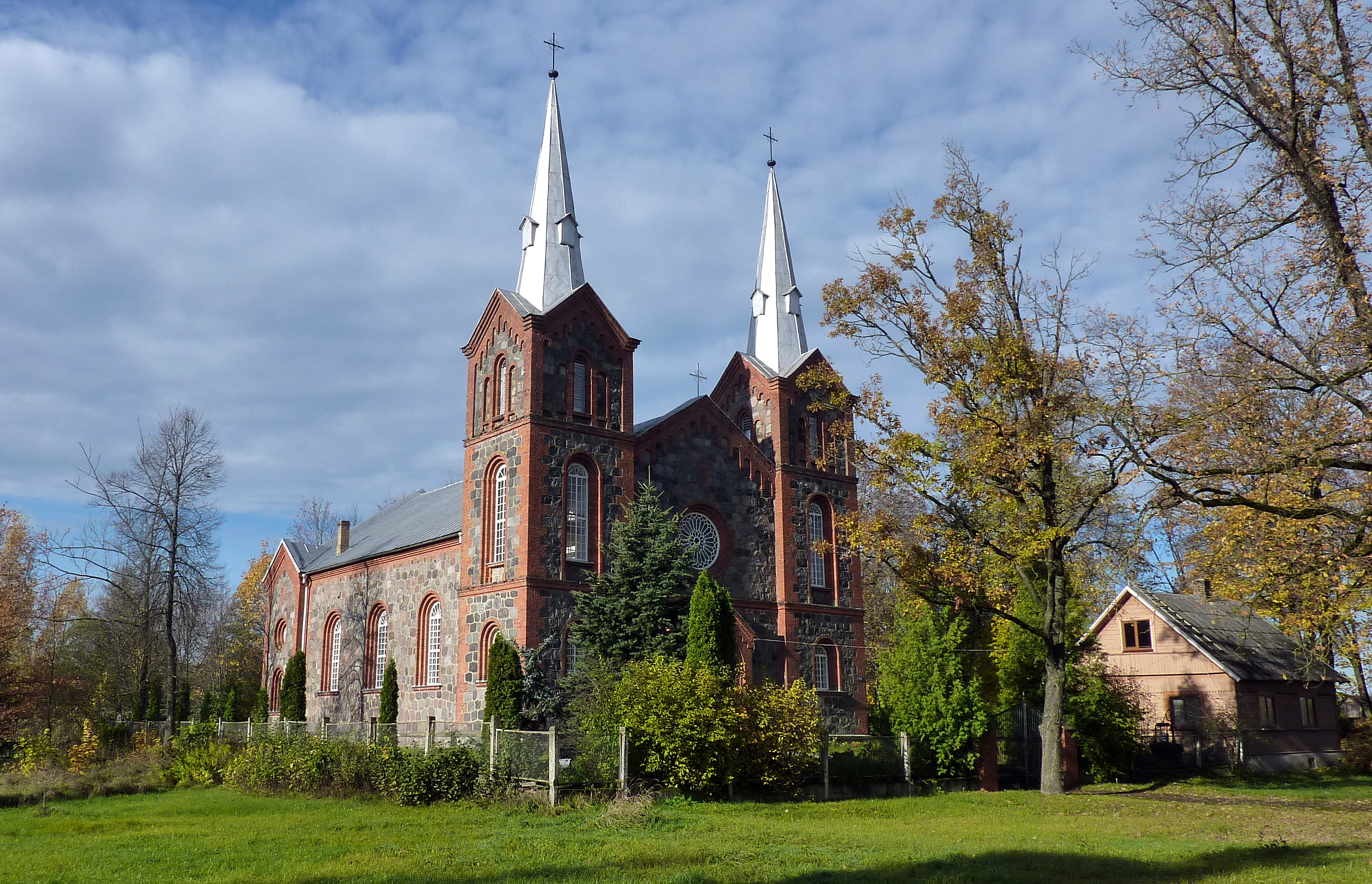
Église Saints-Pierre-et-Paul de Riebiņi.
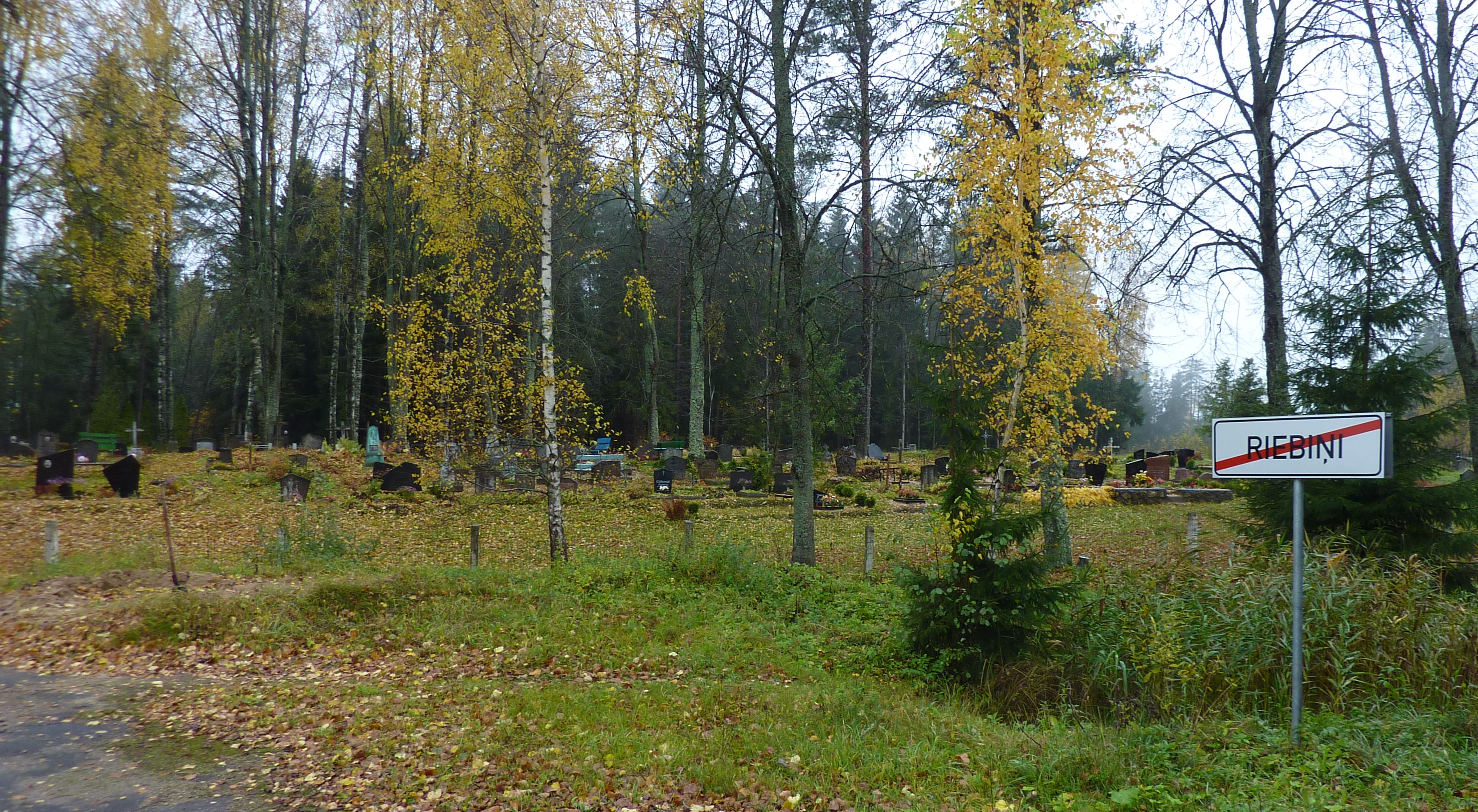
Cimetière de Riebiņi.
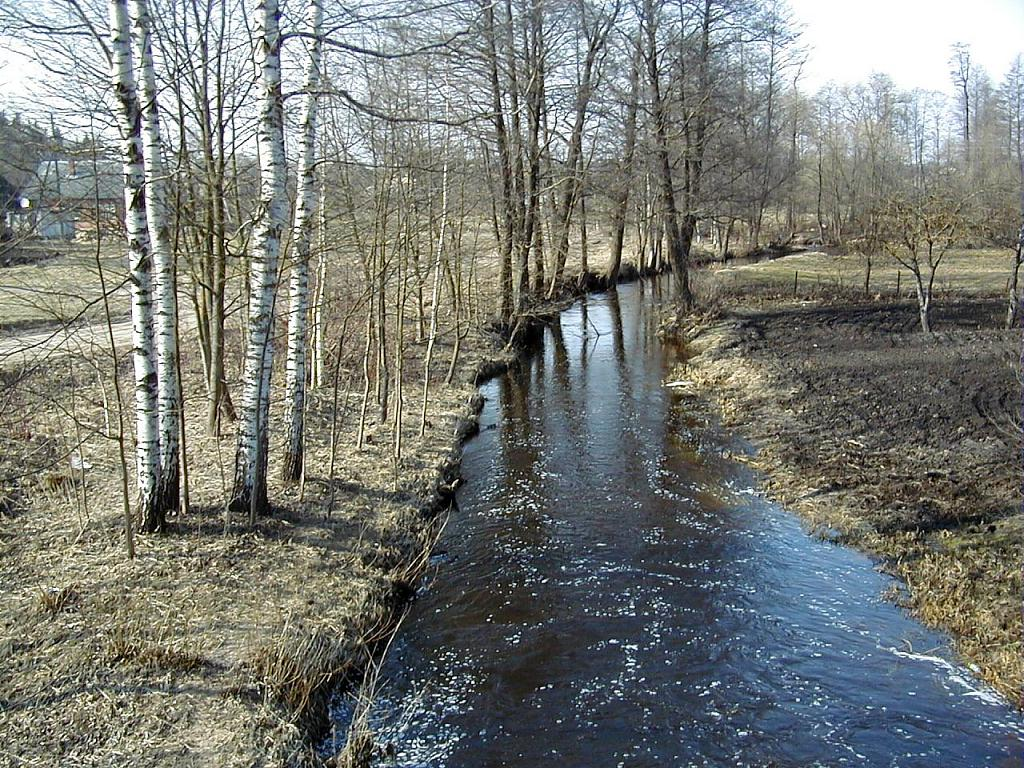
La Feimanka à Riebiņi.